# Глухова (річка)
Глухова, Коніївка — річка в Україні, у Лугинському районі Житомирської області. Ліва притока Літки (басейн Прип'яті).

## Опис
Довжина річки 17 км. Площа басейну 129 км².  
У річку впадає ліва кілька   безіменних приток і струмків. 
На річці споруджено декілька ставків, які утворились через перегородження дамбами. Ставки розташовані в селі Красностав та Глухова.

## Розташування
Бере початок на північному сході від села Остапи. Тече переважно  на північний схід у межах сіл Красностав і Глухова. На околиці с. Глухова впадає у річку Літки, праву притоку Трістця.